# Parmenosoma griseum
Parmenosoma griseum är en skalbaggsart som beskrevs av Schaeffer 1908. Parmenosoma griseum ingår i släktet Parmenosoma och familjen långhorningar. Inga underarter finns listade i Catalogue of Life.